# Cold Reading
Cold Reading (engl. für „kalte Deutung“, auch sensory leakage) ist ursprünglich der von professionellen Zauberkünstlern und Mentalisten verwendete Fachausdruck für verschiedene Techniken, in interviewartigen Situationen ohne wirkliches Wissen über den Gesprächspartner bei diesem den Eindruck eines vorhandenen Wissens zu erwecken. In neuerer Zeit wird der Begriff auch für entsprechende Praktiken bei Wahrsagern und anderen „Lebensberatern“ sowie in Vernehmungen oder bei Verkaufsgesprächen gebraucht, wobei unklar ist, inwiefern die Ausübenden diese Techniken bewusst einsetzen oder an den Besitz besonderer Fähigkeiten glauben.

## Ansätze
Zum Cold Reading zählen verschiedene praktische Ansätze, darunter:

### Verwendung von Allgemeinplätzen
Durch die Verwendung von allgemeinen Floskeln (Formula bzw. Stock Reading), die viele für sich als wahr empfinden, da Menschen im Allgemeinen mehr Gemeinsamkeiten als Unterschiede haben. Meist werden überwiegend positive Formulierungen verwendet (Selbstwerterhaltung), in geringerem Maße (etwa 15 %) auch negative, um die Glaubwürdigkeit zu sichern.

“… based upon events which occur in the vast majority of human lives yet, adroitly stated, the reading will become personalized and the person receiving the reading will be willing to believe that the seer has correctly told the past and probably foreseen the future.”

„… obwohl aus Ereignissen zusammengestellt, die in den allermeisten menschlichen Biographien vorkommen, wird die Deutung, geschickt vorgetragen, auf die eigene Person bezogen werden, und der Adressat wird bereit sein zu glauben, dass der Seher die Vergangenheit korrekt wiedergegeben und wahrscheinlich die Zukunft vorhergesehen hat.“

### Angebot einer großen Zahl an Optionen
Werden ausreichend allgemeine Optionen angeboten und der betroffene Kreis nicht eingeschränkt, ist statistisch das Zutreffen sehr wahrscheinlich (siehe Barnum-Effekt).

### Differenzierung und Kategorienbildung
Durch offene Merkmale wie Alter, Geschlecht, Kleidung, Frisur, nonverbale Kommunikation und Sprechweise gibt der Gesprächspartner bereits viele Informationen über sich preis, welche eine Kategorisierung ermöglichen. Auf dieser Grundlage kann die Trefferwahrscheinlichkeit durch statistisches Wissen erhöht werden.

### Feedback
Durch Beobachtung des Gesprächspartners sowie seiner Antworten und entsprechende Anpassung des weiteren Gesprächsverlaufs lassen sich auf diese Weise viele Informationen erhalten, auf deren Grundlage scheinbar überraschend zutreffende Aussagen möglich sind. Eine wichtige Voraussetzung ist dabei die positive Erwartungshaltung des Interviewpartners (siehe Kognitive Dissonanz).

### Hot Reading
Der verwandte Begriff des Hot Readings beschreibt die Technik, sich Informationen über einen Gesprächspartner bereits vor dem Gespräch zu beschaffen, um dadurch den Eindruck zu erwecken, auf übernatürlichem Wege Wissen erlangen zu können.